# الکساندر رویت بورد
الکساندر رویت بورد (انگلیسی: Oleksandr Rojtburd؛ زادهٔ ۱۴ اکتبر ۱۹۶۱) هنرمند، و نقاش اهل اوکراین است.